# هاوارد دبلیو کوخ
هاوارد دبلیو کوخ (انگلیسی: Howard W. Koch؛ ۱۱ آوریل ۱۹۱۶ – ۱۶ فوریهٔ ۲۰۰۱) یک کارگردان، و تهیه‌کننده اهل ایالات متحده آمریکا بود.